# Take Me Home (EP)
Take Me Home (estilizado como Take me home) é o primeiro extended play (EP) da artista musical inglesa PinkPantheress, lançado em 16 de dezembro de 2022 através da Warner Records. O projeto seguiu sua mixtape de estreia To Hell with It (2021), e precedeu seu primeiro álbum de estúdio, Heaven Knows (2023).

## Antecedentes
Take Me Home é um extended play de três faixas da artista musical inglesa PinkPantheress. Antes de seu lançamento, a cantora afirmou: "Eu queria dar um presente de Natal para qualquer um que precisasse de música animada".
A produção foi dirigida por Future Cut, Phil, Kaytranada e dentre outros. O EP foi lançado através da Warner Records e foi promovido por dois singles, "Do You Miss Me" e "Boy's a Liar".

## Recepção crítica
Shaad D'Souza, da Pitchfork, ao elogiar o EP, afirmou que o projeto acrescenta consistência e expressão sem acrescentar nada à fórmula pop primária e já muito replicada de PinkPantheress.

## Lista de faixas
| Take Me Home — Edição padrão |                   |                                   |                          |         |  |
| N.º                          | Título            | Compositor(es)                    | Produtor(es)             | Duração |  |
| 1.                           | "Boy's a Liar"    | Victoria Walker Alexander Crossan | PinkPantheress Mura Masa | 2:29    |  |
| 2.                           | "Do You Miss Me?" | Walker Hykeem Carter              | Kaytranada Phil          | 2:24    |  |
| 3.                           | "Take Me Home"    | Walker                            | Future Cut Kearneyonline | 2:54    |  |
| Duração total:               | Duração total:    | Duração total:                    | Duração total:           | 7:40    |  |

## Equipe e colaboradores
- PinkPantheress – vocais, programação, engenharia vocal
- Phil – programação
- Iyiola Babalola – percussão, programação (faixa 3)
- Mura Masa – baixo, guitarra, teclados, percussão (faixa 1)
- Darren Lewis - programação (faixa 3)
- Kaytranada - guitarra, percussão, programação, produtor (faixa 2, 3)
- Jonny Breakwell – mixagem